# The Red Krayola (альбом)
The Red Krayola — шестой студийный альбом американской экспериментальной рок-группы Red Krayola, выпущенный в 1994 году на лейбле Drag City.
Перед записью альбома фронтмен Майо Томпсон жил в Германии. Его заманили обратно в студию молодые музыканты, которые считали его своим влиянием.

## Отзывы критиков
| Оценки критиков               | Оценки критиков |
| Источник                      | Оценка          |
| ----------------------------- | --------------- |
| AllMusic                      | [ 6 ]           |
| Spin Alternative Record Guide | 7/10            |

Газета Chicago Reader высоко оценила альбом, написав: «Это самый откровенный „рок“ этой группы, но среди колючих гитарных риффов, странного синтезаторного гула и твёрдой ритмической основы присутствует обычный едкий юмор Томпсона, на этот раз разрывающий священных коров рока и поп-музыки».
Ричи Унтербергер из AllMusic отметил, что «Теперь, работая с такими молодыми музыкантами, как Джон МакЭнтайр (Tortoise), Джим О’Рурк и Дэвид Граббс, Майо Томпсон с комфортом направляет Red Krayola в мешанину пост-панка 90-х. Для Томпсона это не столько возвращение на сцену (в конце концов, он всегда продолжал записываться), сколько продолжение его темы музыкального эклектизма. Здесь много угловатых гитарных линий и необычных лирических конструкций/деконструкций, а также иногда встречаются электронные флюиды. Этот альбом не стоит так рекомендовать, как два его последующих релиза Drag City (Amor and Language и Hazel), которые излагают те же тематические проблемы с чуть большей мелодичностью и теплотой».

## Список композиций
| №   | Название                                    | Длительность |
| --- | ------------------------------------------- | ------------ |
| 1.  | «Jimmy Silk/Supper Be Ready Medley»         | 1:57         |
| 2.  | «Pride»                                     | 1:06         |
| 3.  | «Book of Kings»                             | 2:40         |
| 4.  | «Pessimisty»                                | 2:50         |
| 5.  | «Worms, Worms, Thirst»                      | 1:38         |
| 6.  | «People Get Ready (The Train's Not Coming)» | 3:22         |
| 7.  | «If 'S' Is»                                 | 2:06         |
| 8.  | «Miss X»                                    | 2:37         |
| 9.  | «Rapspierre»                                | 2:44         |
| 10. | «Stand-Up»                                  | 2:42         |
| 11. | «Art-Dog»                                   | 1:09         |
| 12. | «I Knew It»                                 | 1:54         |
| 13. | «101st»                                     | 1:54         |
| 14. | «(Why) I'm So Blasé»                        | 2:07         |
| 15. | «The Big Macumba»                           | 2:42         |
| 16. | «Voodoo Child»                              | 1:47         |
| 17. | «Suddenly»                                  | 1:51         |

## Участники записи
| Red Krayola - Дэвид Граббс - Джон МакЭнтайр - Альберт Олен - Джим О’Рурк - Стивен Прина - Майо Томпсон - Том Уотсон | Дополнительные музыканты и продюсирование - Стив Альбини — звукозапись - Brian Paulson — звукозапись - Bob Weston — звукозапись |